# Colli di Conegliano
Colli di Conegliano ist ein Weinbaugebiet in der Region Venetien, Italien. Das westlich bis nordwestlich an die Stadt Conegliano grenzende Gebiet liegt auf der orographisch linken Seite des Flusses Piave und genießt seit dem 3. August 1993 den Status einer „kontrollierte Herkunftsbezeichnung“ (Denominazione di origine controllata – DOC), die zuletzt am 7. März 2014 aktualisiert wurde. Im Jahr 2011 wurde das Gebiet zu einer DOCG-Appellation (Denominazione di Origine Controllata e Garantita = „kontrollierte und garantierte Herkunftsbezeichnung“) aufgewertet. Die letzte Änderung der Produktionsvorschriften datiert vom 7. März 2014.

## Anbaugebiet
Die zugelassenen Rebflächen für
- die Weine „Colli di Conegliano“ der Typologie „weiß“ und „rot“ liegen alle in der Provinz Treviso und verteilen sich (ganz oder teilweise) auf die Gemeinden Conegliano, Susegana, Pieve di Soligo, Farra di Soligo, Refrontolo, San Pietro di Feletto, Miane, Follina, Cison di Valmarino, Revine Lago, Tarzo, Vittorio Veneto, Fregona, Sarmede, Cappella Maggiore, Cordignano, Colle Umberto, San Fior, San Vendemiano und Vidor.
- die Weine „Colli di Conegliano“ der Typologie „Torchiato di Fregona“ liegen (ganz oder teilweise) auf den Gebieten der Gemeinden Fregona, Sarmede und Cappella Maggiore.
- die Weine „Colli di Conegliano“ der Typologie „Refrontolo“ liegen (ganz oder teilweise) auf den Gebieten der Gemeinden Refrontolo, Pieve di Soligo und San Pietro di Feletto.[1]

Das Gebiet überschneidet sich dabei mit dem bekannten Prosecco di Conegliano Valdobbiadene, wo der beliebte Schaumwein Prosecco hergestellt wird. Zur Abgrenzung wurden die Stillweine der Region in der DOCG „Colli di Conegliano“ zusammengefasst.

## Erzeugung
Folgende Weintypen werden unter der Appellation hergestellt: „Bianco“, „Rosso“ (auch als Riserva) „Refrontolo“ (auch als Passito) und „Torchiato di Fregona“.

### Rebsorten
- Weine mit der Bezeichnung „Colli di Conegliano“ (ohne Zusatzbezeichnung) sind Weißweine, die aus folgenden Rebsorten hergestellt werden dürfen: mindestens 30 % Manzoni bianco, mind. 30 % Pinot Bianco und/oder Chardonnay und  maximal 10 % Sauvignon und/oder Riesling.
- Weine mit der Bezeichnung „Colli di Conegliano Rosso“ sind Rotweine, die aus folgenden Rebsorten hergestellt werden dürfen: Cabernet franc, Cabernet Sauvignon, Marzemino und Merlot (nicht mehr als 10 % je Sorte) und Merlot (nicht mehr als 40 %). Weiterhin können die Rebsorten Incrocio Manzoni 2.15 und/oder Refosco bis zu maximal 20 % enthalten sein.
- Weine mit der Bezeichnung „Colli di Conegliano Refrontolo“ und „Colli di Conegliano Refrontolo Passito“ sind Rotweine, die aus folgenden Rebsorten hergestellt werden dürfen: Marzemino 95–100 % und maximal 5 % andere rote Rebsorten, die der Provinz Treviso zum Anbau zugelassen sind.
- Weine mit der Bezeichnung „Colli di Conegliano Torchiato di Fregona“ sind weiße Passito-Weine, die aus folgenden Rebsorten hergestellt werden: Glera, mindestens 30 %, Verdiso, mind. 20 %, Boschera, mind. 25 %  und maximal 15 % andere weiße Rebsorten, die der Provinz Treviso zum Anbau zugelassen sind.[1]

### Vorgeschriebene Reifung
Bevor die Weine vermarktet werden dürfen, müssen sie folgende Mindestreifezeit in Monaten aufweisen:
| Typ                  | insgesamt | im Holzfass | in der Flasche |
| -------------------- | --------- | ----------- | -------------- |
| Bianco               | 4         |             |                |
| Rosso                | 24        | 6           | 3              |
| Rosso Riserva        | 36        | 12          |                |
| Torchiato di Fregona | 24        |             | 5              |
| Refrontolo           | 24        | 12          | 3              |
| Refrontolo Passito   | 4         |             | 3              |

## Beschreibung
Laut Denomination (Auszug):

### Colli di Conegliano (Bianco)
- Farbe: strohgelb
- Geruch: weinig, angenehm, charakteristisch
- Geschmack: trocken, fruchtig, fein, samtig
- Alkoholgehalt: mindestens 12,0 % Vol.
- Säuregehalt: mind. 5,0 g/l
- Trockenextrakt: mind. 18,0 g/l

### Colli di Conegliano Rosso
- Farbe: rubinrot mit einer Tendenz zu granatrot
- Geruch: weinig, charakteristisch und intensiv
- Geschmack: trocken, fruchtiger Körper, harmonisch, Gerbsäure
- Alkoholgehalt: mindestens 12,5 % Vol., 13 % Vol. als „Riserva“
- Säuregehalt: mind. 4,5 g/l
- Trockenextrakt: mind. 22,0 g/l, 25 g/l als „Riserva“

### Colli di Conegliano Torchiato di Fregona
- Farbe: intensives goldgelb
- Geruch: intensiv, charakteristisch
- Geschmack: von trocken bis lieblich, körperreich, anhaltend
- Alkoholgehalt: mindestens 14,0 % Vol., mit einem Rest von mindestens 4,0 % potentiellem Alkoholgehalt
- Säuregehalt: mind. 5,0 g/l
- Trockenextrakt: mind. 25,0 g/l

### Colli di Conegliano Refrontolo
- Farbe: intensives rubinrot mit einer Tendenz zu granatrot bei zunehmender Reifung
- Geruch: weinig, charakteristisch
- Geschmack: samtig, körperreich, harmonisch, warm
- Alkoholgehalt: mindestens 14,5 % Vol., mit einem Rest von mindestens 0,8 % potentiellem Alkoholgehalt
- Säuregehalt: mind. 5,0 g/l
- Trockenextrakt: mind. 26,0 g/l

### Colli di Conegliano Refrontolo Passito
- Farbe: intensives rubinrot mit einer Tendenz zu granatrot bei zunehmender Reifung
- Geruch: weinig, zart, charakteristisch
- Geschmack: süß, samtig, vollmundig, ausgewogen, fruchtig, manchmal lebhaft
- Alkoholgehalt: mindestens 12 % Vol., mit einem Rest von mindestens 3,0 % potentiellem Alkoholgehalt
- Säuregehalt: mind. 5,0 g/l
- Trockenextrakt: mind. 24,0 g/l